# Parapallene bermudensis
Parapallene bermudensis är en havsspindelart som beskrevs av Lebour, M.V. 1949. Parapallene bermudensis ingår i släktet Parapallene och familjen Callipallenidae. Inga underarter finns listade i Catalogue of Life.